# Edward Jay Miller
Edward Jay Miller (Miami, 4 augustus 1930) is een Amerikaans componist en muziekpedagoog.

## Levensloop
Miller kreeg al op 10-jarige leeftijd zijn eerste muziekles; zijn eerst instrument was de trompet en hij wisselde later op de ventieltrombone en op Bariton. Op 16-jarige leeftijd speelde hij in een professionele jazz band. Hij begon zijn muziekstudies in 1948 aan de Universiteit van Miami in Coral Gables, waar hij in 1953 zijn Bachelor of Arts behaalde. In 1953 werd hij leerling van Carlos Chávez aan het Berkshire Music Center in Tanglewood, waar hij de Koussevitzky Prijs won. Verder studeerde hij aan de Hartt School of Music, Hartford bij Isadore Freed en Arnold Franchetti, waar hij in 1955 zijn Master of Arts in compositie behaalde. In de periode van 1955 tot 1958 volgden studies bij Boris Blacher en Josef Rufer aan de Hochschule der Künste in Berlijn. 
Van 1959 tot 1971 was hij docent aan de Hartt School of Music in Hartford (Connecticut). In 1971 wisselde hij als docent en later professor voor compositie en muziektheorie aan het Oberlin College Conservatory of Music in Oberlin. Aldaar was hij 4 jaar hoofd van de afdeling compositie. Hij was eveneens gastprofessor aan de Universiteit van Wisconsin in Milwaukee, het New England Conservatory in Boston, de Central Michigan University in Mount Pleasant (Michigan) alsook aan de Universiteit van Iowa in Iowa City. 
Als componist schreef hij werken voor verschillende genres en won prijzen en onderscheidingen zoals de studiebeurs van de Solomon R. Guggenheim Foundation (1967-1968), de Library of Congress/Koussevitzky Foundation Commission, (1969), de E. C. Schirmer Handel and Haydn Society award, de Ohio Arts Council Individual Composer's Award (1988), de National Endowment for the Arts Two-year Composition Award, (1990-91) en de Resident Scholar at Rockefeller Foundation's Bellagio, Italië Study and Conference Center (1993).

## Composities

### Werken voor orkest
- 1961 Music for Orchestra, voor orkest, op. 4 - première: 23 maart 1961 door de Berliner Philharmoniker o.l.v. Boris Blacher[2]
- 1966 Orchestral Changes, voor orkest
- 1966 Reflections at the Bronx Zoo, voor orkest
- 1968 Orchestral Fantasies, voor orkest
- 1969 Anti-Heroic Amalgam, voor orkest
- 1975 Anacrusis, voor orkest
- 1987 Images from the Eye of a Dolphin, tone poem voor orkest

### Werken voor harmonieorkest
- 1971 Fantasy-Concerto, in drie delen voor altsaxofoon en harmonieorkest
- La mi la sol - Isaac and interpolations, voor 3 solisten en klein harmonieorkest
- Three Pieces, voor harmonieorkest (of blaasensemble)

### Vocale muziek

#### Werken voor koor
- The 7 last days, voor gemengd koor, slagwerk/percussie, 2 geluidsbanden en 16mm film
- The young god, vaudeville voor acteurs, dansers, gemengd koor, 2 dwarsfluiten, saxofoons, gitaar, contrabas, slagwerk en magneetband

#### Liederen
- 1974 Mists and Waters, voor sopraan, klarinet, slagwerk, piano en viool - tekst: Denise Levertov
- 1979 A Lullaby for Ben, voor hoge zangstem en 2 harpen - tekst: Kathleen Lombardo
- 1982 Ninnananna: a lullaby for Ben, voor vrouwenstem en 2 harpen - tekst: Kathleen Lombardo
- Basho Songs, voor sopraan en slagwerkgroep

### Kamermuziek
- 1954 Study for String bass harmonics, voor contrabas en marimba (of piano)
- 1960 Duo Concertante, voor viool en piano
- 1966 The Folly Stone: five details from the paintings of Hieronymous Bosch, voor koperkwintet
  1. The Folly Stone
  2. Monster with a Basket
  3. Fool with a Bowl
  4. The Team of Demons
  5. Paradise
- 1967 Piece, voor klarinet en magneetband
- 1972 Quartet-Variations,
- 1973 Around, voor vijf muzikanten of een meervoud ervan
- 1974 Piece, voor viool en piano
- 1980 Concert duo, voor viool en piano
- 1982 Serenade or 5 Pieces for 11 instruments, or An ill-lit night with a sick muse, voor 2 dwarsfluiten, 2 hobo's, 2 klarinetten, 2 fagotten, hoorn, trompet en trombone
- 1984 Pianotrio, voor viool, cello en piano
- 1984 Seven sides of a Crystal, voor piano en magneetband
- 1985 Going Home, voor klarinet, vibrafoon, elektrische basgitaar, elektrisch piano (ook in een versie voor klarinet en magneetband)
- 1987 Beyond the wheel, voor viool (solo), 2 dwarsfluiten, piccolo, 2 klarinetten, basklarinet, 2 fagotten, 3 slagwerkers, piano, synthesizer en harp (ook voor viool solo en magneetband)
- 1989 2 Pieces, voor altsaxofoon en piano
- 6 canons, voor blokfluit, klavecimbel en viola da gamba

### Werken voor piano
- 1967 Five short pieces